# استیون شباسکی
استیون شباسکی (انگلیسی: Stephen Chbosky؛ زادهٔ ۲۵ ژانویهٔ ۱۹۷۰) فیلم‌نامه‌نویس، کارگردان و رمان‌نویس اهل ایالات متحده آمریکا است.
وی بیشتر به دلیل نویسندگی رمان تربیتی مزایای گوشه‌گیر بودن شناخته می‌شود که پرفروش‌ترین اثر نیویورک تایمز است.
همچنین فیلمی با همین نام نیز کارگردانی کرده‌است که در آن لوگن لرمان، اما واتسون و ازرا میلر به ایفای نقش پرداختند. دومین رمان وی با نام دوست خیالی در اکتبر ۲۰۱۹ منتشر شد. او همچنین نویسنده مجموعه تلویزیونی جریکو است.
استیون چباسکی، اکنون در لس آنجلس کالیفرنیا زندگی می‌کند

## بخشی از فیلمشناسی
| سال  | فیلم                          | سمت      | سمت     | سمت       | سمت  | سمت          | سمت |
| سال  | فیلم                          | کارگردان | نویسنده | تهیه‌کننده | سایر | توضیحات      |     |
| ---- | ----------------------------- | -------- | ------- | --------- | ---- | ------------ | --- |
| ۲۰۰۲ | آستین پاورز: در عضو طلایی     | نه       | نه      | نه        | آری  | قدردانی      |     |
| ۲۰۱۲ | مزایای گوشه‌گیر بودن           | آری      | آری     | executive | نه   |              |     |
| ۲۰۱۴ | هر چه بالا هست، پایین نیز هست | نه       | نه      | نه        | آری  | قدردانی      |     |
| ۲۰۱۵ | گریزناپذیر                    | نه       | نه      | نه        | آری  | قدردانی ویژه |     |
| ۲۰۱۷ | دیو و دلبر                    | نه       | آری     | نه        | نه   |              |     |
| ۲۰۱۷ | اعجوبه                        | آری      | آری     | نه        | نه   |              |     |